# りょーゆー
りょーゆーはかつて空知地方、石狩地方に菱栄商事株式会社が展開していたスーパー。菱栄商事は2006年に特別清算し倒産。一部の店舗は他会社に譲渡され、残った店舗は閉店した。

## 概要
滝川市に本社を置いていた滝川菱雄株式会社（現在の菱友株式会社）が1970年に食品部門を置いたのが始まり。1974年に子会社として菱栄商事が設立された。
1970-1980年代は本社のある滝川市を中心に、芦別市、富良野市、岩見沢市に出店。
1990年代に他地域への展開を開始。所属していたHGC（北海道グローサリーチェーン）の中核スーパーとして活動、1998年からは菱栄商事の社長がHGCの社長を兼任した。1994年時点で菱栄商事の売上は124億円であった。
そのほかにも菱栄商事はびっくりドンキー、TSUTAYA、シャトレーゼのフランチャイズ事業も行っていた。
2000年には同じHGCに所属し、二年連続で経常赤字に陥っていた札幌市の松下株式会社（スーパーエース、現在は全日食チェーンのスーパー）を発行済み株式の7割を取得する形で事実上子会社化する。松下には取締役二人を派遣した。
「りょーゆー」の屋号としても東苗穂店の開店によって札幌市内に進出を果たしたが、翌年に撤退。一部札幌に移転していた会社機能も滝川に戻した。
2004年に当時の社長である中島はHGCの社長を退く。札幌圏での事業は難しいとし、既存店の立て直しを図るとした。
2005年5月1日にはHGCを脱退し全日食チェーンに加盟。当時の全日食チェーンにとっては北海道最大の加盟社となった。一部の店舗を閉鎖し、10月には美唄店を津司の卸売スーパーのフランチャイズ店舗に転換を行い、松下はHGCに売却するなど立て直しを図ったが、2006年8月22日をもって食品事業から撤退。10月6日特別清算を札幌地方裁判所に申請し倒産した。負債総額は17億円前後だった。
最後まで残った11店舗のうち、5店舗はイオングループのジョイに売却（店舗名は「ジョイ」に改称）。すでにフランチャイズで展開されていた美唄店を含めた2店舗は津司へ売却（店舗名は「卸売スーパー」に改称）。残る4店舗は閉店となった。スーパー事業の従業員120人はイオングループ全体で引き継いだ。
尚、びっくりドンキーとTSUTAYAのフランチャイズ事業は8月末に実質的な親会社の北星株式会社に譲渡され、2020年現在でも一部店舗で運営が続けられている。

## 沿革
- 1949年 (昭和24年） - 三菱鉱業株式会社の石炭専属販売会社として滝川菱雄石炭販売株式会社が設立[24]
- 1969年（昭和44年） - 滝川菱雄株式会社に商号を変更[24]
- 1970年（昭和45年） - 滝川菱雄株式会社が食品スーパー事業に進出、栄町店を開設[24]
- 1972年（昭和46年） - 大町店を開設[24]
- 1973年（昭和47年） - 朝日町店を開設[24]
- 1974年10月（昭和48年） - 商号を株式会社菱友に変更・食品スーパー部門を分社し、菱栄商事株式会社を設立[24]
- 1979年（昭和53年） - 北海道グローサリーチェーンに参加
- 1992年（平成4年） - 江別店開店[1]
- 1993年（平成5年） - 社長の中島正雄が死去[25]。社長不在の状態で副社長には皆上純が就任[26]
- 1995年（平成7年） - 第一臨床検査センターとの共同開発店舗「マルシェ上江別ショッピングセンター」を開店[27]
- 2000年（平成12年）
  - 同じHGCグループ（北海道グローサリーチェーンが1992年に名称変更）のスーパーエースを運営する松下株式会社を株の70％を取得し傘下に入れる。[6]
  - 中島孝が菱栄商事の社長となる。[28]
- 2002年（平成14年）
  - 松下株式会社と合同で商品仕入れを開始[29]
  - 東苗穂店を開店、札幌市内進出[8](翌年撤退）
- 2005年（平成17年）
  - 5月 - HGCを脱会し、全日食チェーンに加盟[5]
  - 10月 - 美唄店を卸売スーパーのフランチャイズ店に転換[14]
- 2006年（平成18年）
  - 1月 - 子会社の松下をHGCに売却[15]
  - 8月21日 - 食品事業から撤退。
  - 9月1日 - 5店舗はイオングループのジョイに、2店舗は津司の運営する卸売スーパーに引き継ぎ残った店舗は閉店[30]
  - 10月6日 - 特別清算を申請し解散。[30]

## 店舗
2006年にジョイに譲渡・転換された店舗
- 栄町店（滝川市）- 1970年滝川菱雄時代にりょーゆーの一号店として開店。2006年9月にジョイ滝川栄町店となり、2008年にマックスバリュ北海道の運営になるもののジョイの屋号は維持された。ジョイ滝川栄町店は2016年1月31日に閉店した[31]。
- 西町店（滝川市）- 2006年9月にジョイ滝川西町店となり、2008年にマックスバリュ北海道の運営になるもののジョイの屋号は維持された。マックスバリュ滝川本町店と入れ替わる形でジョイ滝川西町店は2012年10月に閉店した[32]。
- 朝日町店（滝川市）- 1973年滝川菱雄時代に開店。2006年9月にジョイ朝日町店となり、2008年にマックスバリュ北海道の運営になるもののジョイの屋号は維持された。ジョイ朝日町店は2018年10月に閉店。ジョイの屋号としては最後の店舗であった[33]。
- 滝の川店（滝川市）- 2006年にジョイ滝の川店になるものの、2007年9月に閉店[34]。ジョイに転換してからわずか一年ほどでの閉店となった。
- 本町店（芦別市）- 1983年開店。2006年にジョイ芦別店となり、2008年にマックスバリュ北海道の運営になるもののジョイの屋号は維持された。2018年4月にマックスバリュ芦別店に再転換[35]した。2020年3月にイオン北海道の運営となり、2020年現在も営業が続けられている。

2006年に津司に譲渡・卸売スーパーに転換された店舗
- 美唄店（美唄市）- 1998年、市営テニスコート跡にドラックストア「パワーズドラッグ美唄駅東店」（現：ドラッグセイムス美唄駅東店、オストジャパングループ運営）との複合店舗として開店[36][37]。2005年に卸売スーパーのフランチャイズ店に転換する[14]も、翌年の菱栄商事の食品事業撤退に伴い津司の直営とし、品ぞろえを見直して9月に再開[38]。2020年現在も卸売スーパー美唄店として営業中。
- 鉄北店（岩見沢市）- 2006年に津司に営業が譲渡され、卸売スーパー岩見沢店に転換[39]。2020年現在も営業が続けられている。

2006年に他社に譲渡されず閉店した店舗
- 扇町店[18]（滝川市）
- 富良野店（富良野市）- 1986年7月に開業[18]。北の国からのロケ地として使われた[40]。跡地は解体後、ベルコとなった[41]。
- 日の出店（岩見沢市）- 跡地には2006年11月に株式会社アイマトンが運営する生鮮日の出が出店する[42]も、2017年に閉店[43]、解体された。
- 上江別店（江別市）- 1995年、第一臨床検査センターとの共同開発店舗「マルシェ上江別ショッピングセンター」として開店[27]。跡地は菱栄商事がかつて運営し、北星株式会社に運営が引き継がれたTSUTAYAの店舗の一部に使われている。

食品事業撤退前に閉店した店舗
- 江別店（江別市）- 1992年10月開店。石狩地方初の店舗であった。近隣に大型スーパー進出が相次ぎ、激しい競争に巻き込まれ、売り上げの減少が続いていたため、2005年3月31日に閉店となった[44]。跡地はサッポロドラッグストアー江別錦店となったが、2016年に建て替えのため解体された[45]。
- 歌志内店（歌志内市）- 1998年に「とっくす」としてオープンしたものの、核テナントの「スーパーいしかわ」などが撤退し、休業していた歌志内ショッピングセンターの核テナントとして2002年6月12日出店[46]。市内唯一のスーパーとして営業したが、人口減が続き売り上げ増が見込めないとして2005年3月31日に閉店[47]。跡地に翌月地元の亀田商店が運営するスーパー「ノースショップ本町店」がオープンし、りょーゆーのパート従業員も引き継がれた[48][49]。その後ノースショップも撤退し、2011年10月、改修を行ったうえで歌志内市消防本部が移転した[50]。
- 砂川店（砂川市）- 1995年12月に開店。近隣商業施設との競争が激しく、将来的に売り上げ増が見込めないとして2005年9月30日閉店した[51]。解体後は隣接する北海道中央バス砂川ターミナル跡地と一体的に再開発されナカジマ薬局による店舗・福祉施設・賃貸住宅を備えた複合ビル「SUNAGAWAエヌタワービル」が2010年に完成している。
- 美園店（岩見沢市）- 1984年10月に開業。1993年7月に増床を行うも、競合が激化し、2005年4月30日閉店した[52]。
- 東苗穂店（札幌市）- 2002年開店、2003年7月31日閉店。ポイントマート東苗穂店跡に出店。売り上げ目標を10％以上下回り、9か月での閉店となった[9]。跡地は丸正食品モエレ店となったが、2008年に閉店。解体後にファミリーマートが新築出店。
- 大町店（滝川市）- 1972年開店[24]。